# Sangsvane
Sangsvanen (Cygnus cygnus) er en af de tre arter af svaner, vi har i Danmark. Den er en almindelig træk- og vintergæst nordfra med ankomst omkring oktober. Siden 2002 er arten desuden begyndt at forekomme som en meget sjælden ynglefugl i Danmark. Ynglebestanden er vurderet som sårbar på den danske rødliste.
Fuglen har et vingefang på omkring 145-160 cm og er dermed på størrelse med knopsvanen. Sangsvanen er dog nem at kende, da den virker slankere og bærer halsen mere rankt end knopsvanen. Dens næb er gult med sort spids. Dog har ungfuglene lyserødt næb og grå fjerdragt. Når sangsvanen flyver, kan den udstøde høje, nærmest trompeterende lyde, men til gengæld mangler den karakteristiske svirplyd fra vingerne, som man kender fra knopsvanen.
I milde vintre overvintrer omkring 12.000 sangsvaner i Danmark. Det er ca. halvdelen af hele den skandinavisk/nordrussiske bestand af sangsvaner. Om vinteren flokkes svanerne i våger med grundt vand, når fjordene fryser til. Sangsvanen og pibesvanen holder af at græsse på marker i modsætning til knopsvanen.